# Ołeh Lisohor
Ołeh Lisohor (ukr. Олег Володимирович Лісогор, ur. 17 stycznia 1979 w Browarach) – ukraiński pływak specjalizujący się w stylu klasycznym. Były rekordzista świata na 50 m stylem klasycznym – 26,17 s.

## Sukcesy

### Mistrzostwa świata
- 2001 Fukuoka –  (50 m klasycznym)
- 2003 Barcelona  –  (50 m klasycznym)
- 2007 Melbourne –  (50 m klasycznym)

### Mistrzostwa świata (basen 25 m)
- 2000 Ateny –  (50 m klasycznym)
- 2002 Moskwa –  (50 m klasycznym)
- 2002 Moskwa –  (100 m klasycznym)
- 2006 Szanghaj –  (50 m klasycznym)
- 2006 Szanghaj –  (100 m klasycznym)
- 2006 Szanghaj –  (sztafeta 4 x 100 zmiennym)
- 2008 Manchester –  (50 m klasycznym)
- 2008 Manchester –  (100 m klasycznym)

### Mistrzostwa Europy
- 1999 Stambuł –  (50 m klasycznym)
- 2000 Helsinki –  (50 m klasycznym)
- 2000 Helsinki –  (sztafeta 4 x 100 zmiennym)
- 2002 Berlin –  (50 m klasycznym)
- 2002 Berlin –  (100 m klasycznym)
- 2004 Madryt –  (50 m klasycznym)
- 2004 Madryt –  (100 m klasycznym)
- 2004 Madryt –  (sztafeta 4 x 100 m zmiennym)
- 2006 Budapeszt –  (50 m klasycznym)
- 2006 Budapeszt –  (100 m klasycznym)
- 2008 Eindhoven –  (50 m klasycznym)
- 2008 Eindhoven –  (100 m klasycznym)

### Mistrzostwa Europy (basen 25 m)
- 1999 Lizbona –  (50 m klasycznym)
- 2000 Walencja –  (sztafeta 4 x 50 zmiennym)
- 2001 Antwerpia –  (50 m klasycznym)
- 2001 Antwerpia –  (100 m klasycznym)
- 2001 Antwerpia –  (sztafeta 4 x 50 zmiennym)
- 2002 Riesa –  (50 m klasycznym)
- 2002 Riesa –  (100 m klasycznym)
- 2002 Riesa –  (100 m zmiennym)
- 2002 Riesa –  (sztafeta 4 x 50 dowolnym)
- 2002 Riesa –  (sztafeta 4 x 50 zmiennym)
- 2003 Dublin –  (50 m klasycznym)
- 2003 Dublin –  (100 m klasycznym)
- 2003 Dublin –  (sztafeta 4 x 50 m zmiennym)
- 2004 Wiedeń –  (50 m klasycznym)
- 2004 Wiedeń –  (100 m klasycznym)
- 2004 Wiedeń –  (sztafeta 4 x 50 m zmiennym)
- 2005 Triest –  (50 m klasycznym)
- 2005 Triest –  (100 m klasycznym)
- 2005 Triest –  (100 m zmiennym)
- 2005 Triest –  (sztafeta 4 x 50 m zmiennym)
- 2006 Helsinki –  (50 m klasycznym)
- 2006 Helsinki –  (100 m klasycznym)
- 2007 Debreczyn –  (50 m klasycznym)